# NGC 2344
NGC 2344 é uma galáxia espiral barrada (SBbc) localizada na direcção da constelação de Lynx. Possui uma declinação de +47° 10' 02" e uma ascensão recta de 7 horas, 12 minutos e 28,6 segundos.
A galáxia NGC 2344 foi descoberta em 24 de Novembro de 1886 por Lewis A. Swift.